# Moisés Sizenando Coelho
Dom Moysés Sizenando Côelho (Cajazeiras, 8 de abril de 1877 — João Pessoa, 18 de abril de 1959) foi sacerdote e bispo da Igreja Católica, na Diocese de Cajazeiras e na Arquidiocese da Paraíba, ambas da Província Eclesiástica da Paraíba, no Brasil.

## Vida religiosa
Concluiu seus estudos eclesiásticos no Seminário Arquidiocesano da Paraíba, em João Pessoa, sendo ordenado sacerdote em 1 de novembro de 1901. Assumiu a partir daí a função de Diretor Espiritual do seminário.
Foi nomeado Bispo de Cajazeiras em 16 de novembro de 1914, pelo Papa Bento XV, e ordenado em 2 de maio de 1915, na Catedral Basílica de Nossa Senhora das Neves. O lema episcopal escolhido foi: “Dominus iluminatio Mea” (O Senhor é minha luz).
Para tomar posse, fez uma longa viagem – de navio, de trem e a cavalo – de Cabedelo a Fortaleza, de Fortaleza a Iguatu, de Iguatu a Cajazeiras, respectivamente –, chegando a Cajazeiras no dia 28 de junho de 1915. Na manhã do dia seguinte, 29 de junho, às 10 horas, na Catedral de Nossa Senhora da Piedade, tomou posse do Governo da Diocese de Cajazeiras. 
Governou a Diocese por 17 anos. Criou, instalou e consolidou as seguintes associações religiosas para leigos: Congregação Mariana, para moços; Apostolado da Oração; Circulo Operário São José, para operários; Mães Cristãs, para as mães de família; União de Moços Católicos para homens e rapazes; e Legionários de São Luiz, para meninos e adolescentes; as quais transformaram substancialmente a vida social e religiosa da cidade. Na educação, restaurou o Colégio Diocesano Padre Rolim; e criou e instalou a Escola Normal, cuja direção entregou às Irmãs de Santa Doroteia. Apoiou o semanário "O Rio do Peixe", fundado pelo Doutor Ferreira Júnior, tornando-o “Órgão oficial do Governo da Diocese”. Fundou a Caixa Rural de Crédito Agrícola. Construiu o Prédio Vicentino e o Palácio Episcopal, iniciando e mantendo um serviço de assistência social aos pobres da região, com distribuição de esmolas em víveres e dinheiro, todas as quintas-feiras, na própria residência episcopal
Em abril de 1932 foi transferido para a capital do Estado, tomando posse como Arcebispo Titular de Barea e Coadjutor da Arquidiocese da Paraíba. Tomou posse como Arcebispo da Arquidiocese da Paraíba em 1935, permanecendo na função até sua morte.